# 共用工作空間

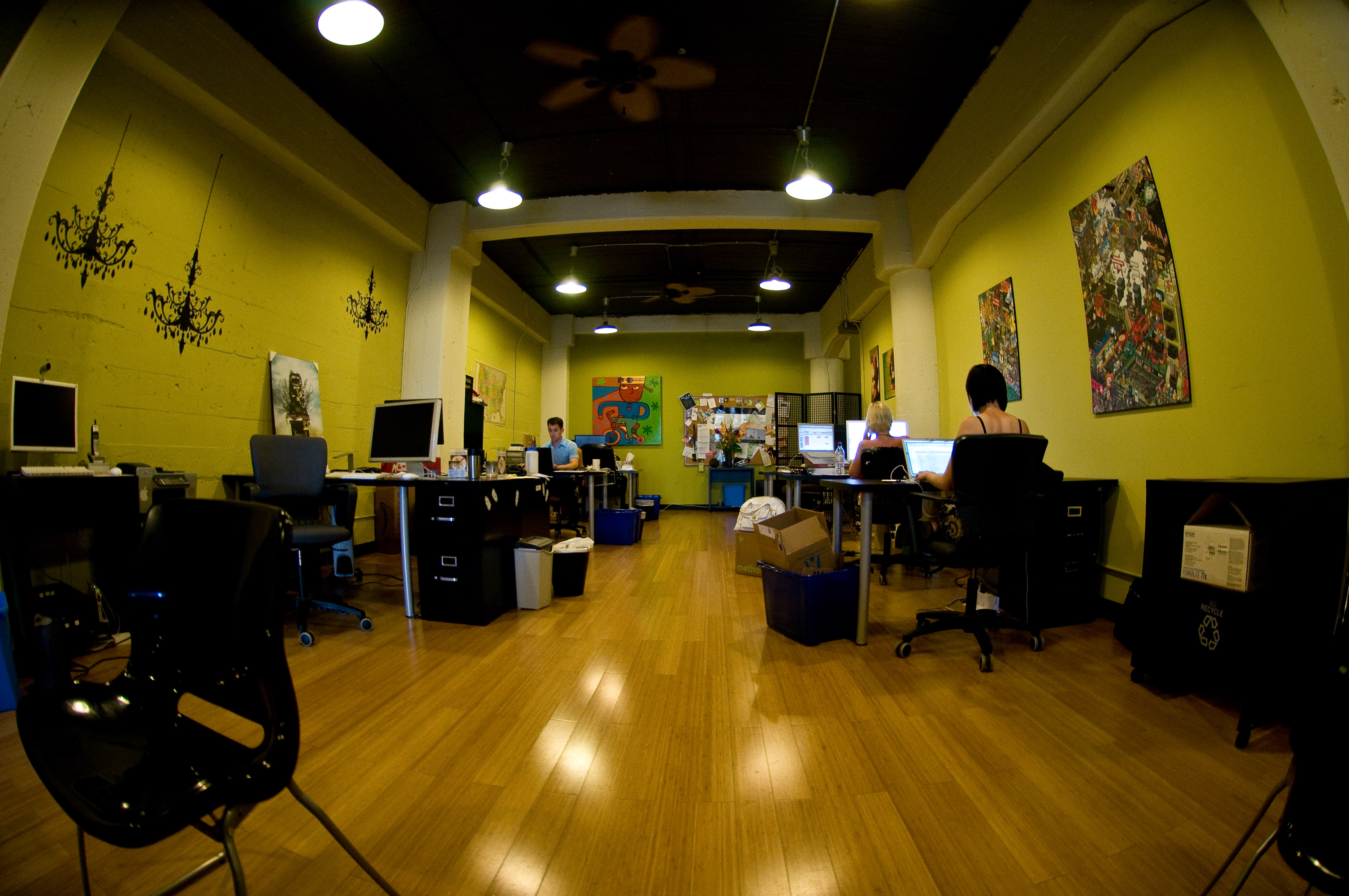
美國舊金山 Citizen Space 一景

共享空間，也稱共同工作空間,提供共同工作的空間，廣義也簡稱共同工作，而「共同工作」是一種工作的型態。共用工作空間同時也是共同工作者的社群平台，彼此若有共同價值觀且志同道合的共同工作者，多半會在共用工作空間自然產生合作。工作者在共享的工作環境、辦公室、或者空間，都算是共同工作。與典型的辦公環境的差異在於共同工作者來自不同公司或組織。而共同工作者大部分都是SOHO族、旅行出差者或小型工作團隊。 

大多數的自由工作者在家工作時容易分心，因此現今自由工作者都會到鄰近的共用工作空間工作，並且避免工作效率低落。
共用工作空間不僅提供物理上的工作空間，更是提供共同工作者社群的平台。另外有些人則是先建立共同工作者社群（團隊）後再成立共用工作空間。不過現今也有共用工作空間不自己創立一個社群平台，而是透過舉辦活動來吸引目標族群，成為專門舉辦活動的社群平台。
很多的共同工作社群形成前，都會透過舉辦活動聚會而自然媒合，這種活動聚會概念在美國通稱為「Jellies」（果凍），活動聚會的場所多半是咖啡廳、畫廊、空曠空間或甚至是某一個人家中。在這些活動聚會的好處是可以更快認識其他共同工作者，甚至共同組織團隊。

## 歷史
中文之「共用工作空間」一詞最早的使用者已不可考，但英文之「Coworking」一詞是由美國人柏尼迪卡芬 （Bernie DeKoven）於西元1999年 所發明。而於2005年，Google的軟體工程師布萊德紐伯格（Brad Neuberg）將「9 to 5 group」(朝九晚五團隊) 重新命名為「Coworking」。
布萊德紐伯格在美國舊金山成立一個名為「帽子工廠」（Hat Factory）的共同工作網站，隨後他將他自己家裡的倉庫打造成休閒場地租給三位從事科技產業相關的工作者，接著白天是也開放給其他人租用。布萊德紐伯格同時也是名為「市民空間」(Citizen Space) 的共同工作空間創辦人，也是全球第一家以「商業」的共同工作空間。自此後共用工作空間如同雨後春筍般在世界各地流行起來。現今，共用工作空間已經遍佈全球世界各地，並且美國已經超過 700 家共用工作空間。
舊金山可以說是共同工作空間的發源地，也是世界上共同工作空間密度最高的城市。
有些咖啡廳、簡餐館、辦公空間或自己家的工作室，都因為租用給從事網際網路相關產業的人影響，進而受到啟發決定轉型成共同工作空間。美國一項於2007年的調查顯示，許多雇員害怕遠距離在家工作會失去人際關係。而此次調查顯示約有三分之一的職員不願意在家工作。

## 歐洲
2012年，英國是歐洲最流行共同工作概念的國家，特別是首都倫敦。倫敦不但共用工作空間多，甚至發展出針對不同需求產生的多樣化共用工作空間。例如：創業人士專用、企業家專用、自由工作者專用等共同工作空間。於2012年3月，Google 於倫敦東區的科技城（科技園區）開設了共用工作空間，名稱為「Google Campus」，主要是讓許多創業團隊進駐，並且透過每日的聚會活動共同學習。
除此之外，共同工作概念在歐洲大陸熱絡，如德國柏林就是共同工作概念在歐洲發展幕後推手，特別一點的是在德國，共同工作空間不僅在主要大城市，鄉間小鎮以及大學學校中也會有共同工作空間。

## 台灣
2011年7月 Changee 成立。原為展演咖啡廳 d.cafe，後發展為 Changee 共同工作空間及活動展演空間，活用城市中的閒置場域，發展出六個據點。以社群為核心，強調跨域合作，耕耘文化藝術及科技創意領域，曾推出創意人才媒合社群網站、及舉辦千人規模之創意行動營，推廣跨域合作的精神。後續重心轉往會計設立記帳線上平台「Simpany 簡單開公司」，結合數位工具，以不同形式繼續服務創業者。
2011年8月國立政治大學公共行政及企業管理教育中心在台北開設學術性之共用工作空間，名為創意創新創業交易所，又稱創立方，為台灣第一間以「共同工作空間」為名之場所。其佔地廣大，以坐落於校園為特色。
2011年11月 高雄市政府成立高雄市數位內容創意中心（Digital Art Kaohsiung United Office），提供廠商進駐育成空間、以及共同工作空間供數位內容產業企業、新創公司申請進駐、使用，地址坐落於示範公有零售市場三樓，是一活化空間之案例。
2012年4月，混 hun 於台北市古亭捷運站旁成立。該空間為台灣第一間由民間所成立之共同工作空間，其強調的特色為基於共用工作空間的核心價值，以「社員制」與「伴工計畫」促使自由工作者之緊密交流並且以部分長期租借進駐者、部分提供一次性來客之消費模式與提供即將建立共同工作空間的團隊諮詢與協助，推廣共用工作空間的精神與理念。

台北的混共同工作空間一景

2012年12月，在台北市都市更新處主辦下，德國著名的共同工作空間 Betahaus 創辦人 Christoph Fahle 於 混 hun 共同工作空間，與台灣的共同工作空間經營者交換經營理念與營運經驗，為台灣第一次正式紀錄的共同工作空間討論會議。
2013年1月前台北市議員林慶隆參考布萊德紐伯格的商業共用工作空間於台北捷運大安捷運站附近成立 CLBC，為台灣第一間商業共用工作空間。

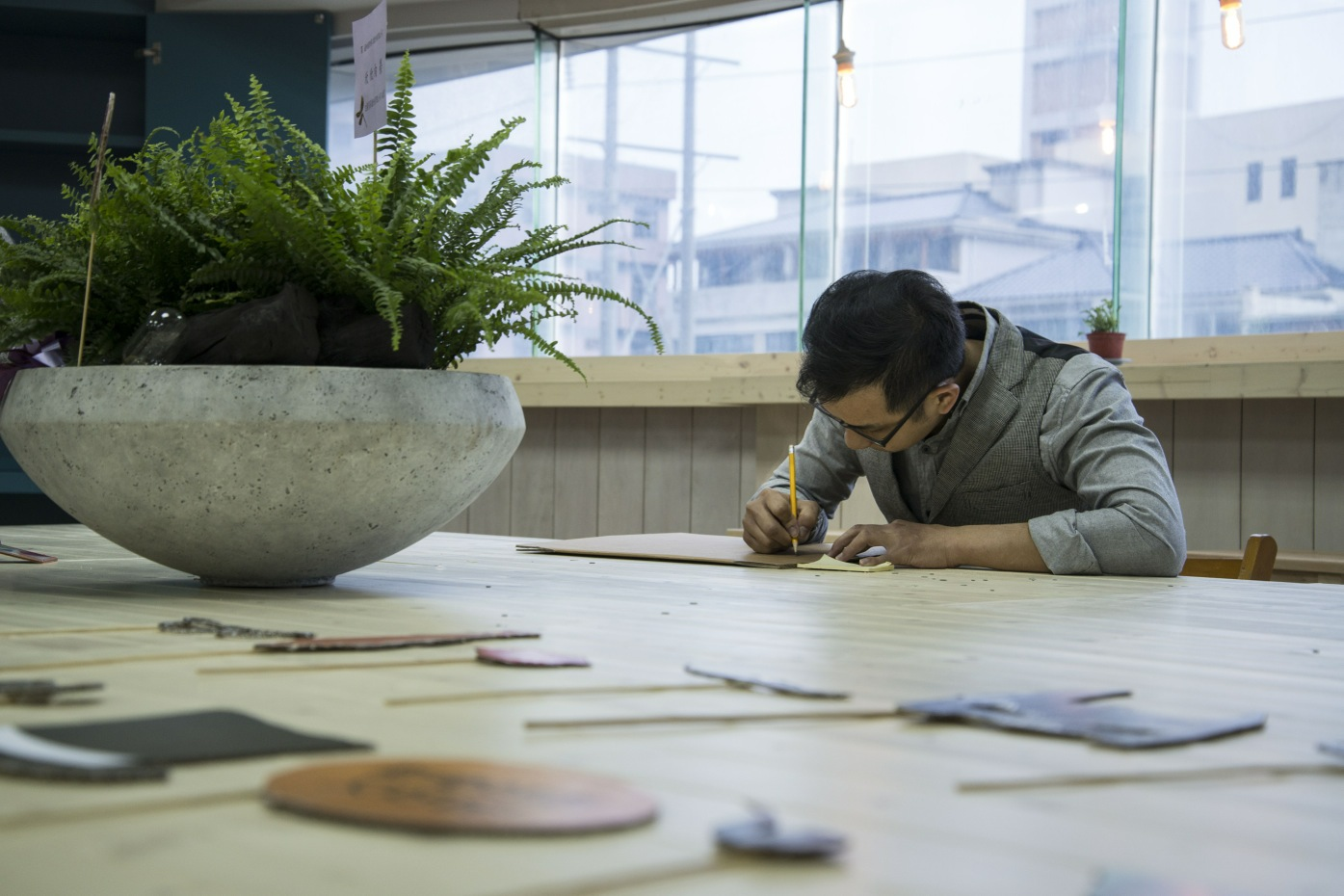
台中的 CVS共同工作空間

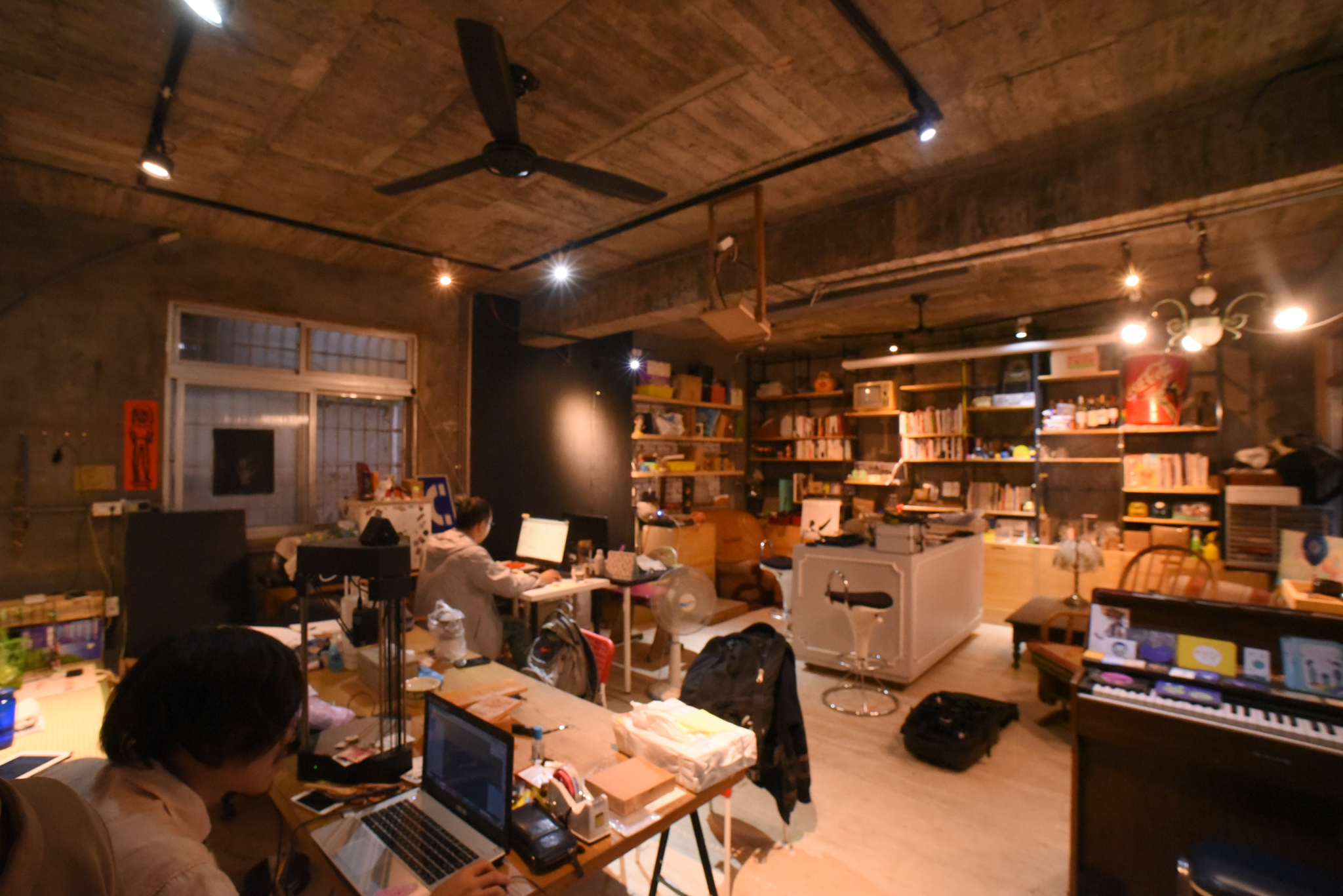
高雄後火車站 作伙/位於1F的公共空間

2013年8月臺北市政府為將設計導入科技產業領域，透過設計臺北的思維促進臺北科技走廊發展，特以共用工作空間概念，委託財團法人中國生產力中心建置第一座由政府公營的共同工作空間「臺北創新實驗室(Taipei Co-Space)」，作為設計師、數位內容及創新工作人士的創意基地，除提供創意工作者短期工作外，亦定期辦理跨領域社群分享活動，並安排專業管理顧問輔導，引進企業界合作資源，協助業務商機開拓，以協助創新工作人士早日實現創業夢想，為城市孕育更多創新力量。設置地點位於內湖運動中心二樓，可同時提供游泳池、攀岩場、多功能綜合球場等運動設備，交通則鄰近捷運港墘站。
2014年2月 CVS 共同工作空間 CreatiVasia Space 在台中開幕，為台中第一個以文化交流概念 (Culture Hub) 為主軸的共同工作空間。
2014年3月 CLBC 正式宣布將採用 spotme 作為指定商務人脈平台，也是台灣第一家推出商務人脈媒合平台的共同工作空間。
2014年4月 星球實驗創作空間 planett 於台南開幕，為台灣第一間由民間成立，結合設計駐村的共同工作空間。星球實驗創作空間連結在地豐沛的傳產製造資源與國內外藝術設計社群，打造自由工作者跨領域、跨文化交流的創作基地，除定期辦理創意社群間的分享討論活動外，亦提供國內、外創作者在台發展專案的顧問咨詢以及設計經紀服務。
2014年9月混 hun 與Plan B工作室、台北市都市更新處、珍宇工程顧問有限公司合作，共同編寫並出版「共同工作空間指導手冊」，為中文界第一本主題為共同工作空間之專門著作。

共同工作空間操作手冊

2014年10月臺北創新實驗室(Taipei Co-Space)在2014年10月15日至21日首度發起於「珍奶搖搖週」共同工作空間串連活動，仿效歐美共同工作室的「Jelly Week」，串聯民間11家共同工作空間，讓這些各具特色的共同工作空間進行跨界學習與交流。
2014年12月以設計文創領域出發，坐落於高雄的作伙共同生活空間 （页面存档备份，存于）(co-living space)，是一棟三層樓共180坪的老建築，把一群各自有相同理念與理想的人聚在一起，不只是一起工作，而是一起生活。水泥粗胚自稱為"工地風"的空間樣貌，經常舉辦有趣的手作課程、電影分享，群聚插畫家、電影工作者、刺青師與室內設計師。

2015年8月，來自英國倫敦的共同工作空間 (co-working space) 與創業社群全球品牌Impact Hub （页面存档备份，存于）正式於台北市捷運科技大樓站旁開設，成為華語地區第一個Impact Hub－Impact Hub Taipei 社會影響力製造所，強調輔導符合聯合國永續發展目標 （页面存档备份，存于）的新創團隊。Impact Hub 是由各個在地空間所串連而成的全球網絡，扮演著創新實驗室、企業孵化器和社會創新社群中心等多元的角色，更是一個提供會員各種資源、靈感、合作機會與擴大社會影響力的獨特生態系統。全球第一個 Impact Hub 於 2005年在倫敦成立，發展至今於全球已有超過104個實體據點，擁有超過 16,000多名會員，全球據點和會員數持續成長中。近期 Impact Hub 與 UNDP（聯合國發展計畫署）共同合作，於各地的 Impact Hub 推行聯合國永續發展目標（SDGs），Impact Hub Taipei 於此計畫中也扮演不可或缺的角色。因為 Impact Hub Taipei 深信以此目標為號召，並以各地Hub實體空間為載體。將提供不同背景、專業和文化的會員彼此連結、交換想法與合作的機會，進而產生對全球永續發展的正面影響。
2016年6月大瀚放空間連鎖共同工作空間品牌正式進軍高雄市於捷運生態園區站旁開設，由知名設計公司柏成設計以棧板概念規畫整體空間，訴求自由、奔放、無拘無束工作環境，結合百人活動場地提供工作者跨界交流空間。
2016年9月翔國共同創辦人劉仕宇以打造創業於共同工作空間的線上社群概念，於台北捷運捷運台電大樓站附近成立 ATworking 共同工作空間，為台灣第一間共用工作空間聯盟。
商業公用工作空間與一般公用工作空間的差異在於前者可以實際在空間內成立當地政府核可的正式公司，並且社群主要訴求是以共同交換創意，一同營利為主要目的。後者較重視人際交流、無償創意交換，而營利性的目的其次。
2017年11月 全台第一個專為軟體開發者與設計師打造的 Monospace 社群友善空間 （页面存档备份，存于） 於台中開幕。
源自於技術社群的一群青年，期許中台灣的資訊產業有更好的發展，於是選擇回鄉創業，由來自不同背景、專業的成員共組團隊，成立創客空間股份有限公司，開始將閒置的辦公空間規劃為共同工作空間，以數位游牧工作者的需求為導向，致力於打造舒適、專注的工作空間。創新的空間實驗肩負著軟體開發與設計人才培育的重要任務，期望未來能改善中台灣的青年就業與創業機會，擁有更多元的工作選擇與更好的生活品質。經營團隊藉由提供許多優質的活動與課程，讓資源、靈感、創意、人脈及商業機會，也能在中台灣進行密切的交流，推出學員計畫幫助更多年輕人跨入資訊產業，並吸引更多台灣及外商公司來到台中獵才，甚至協助其成立軟體研發團隊，Monospace 社群友善空間 （页面存档备份，存于） 是創客空間的第一個空間實驗與里程碑。
2017年11月 今年11月，全球共同工作空間大會（GCUC）（页面存档备份，存于）來到台灣。GCUC （页面存档备份，存于）是目前全球規模最大的共同工作空間產業會議，發音為「Juicy」，意味一場豐富、多汁的共同工作空間風潮將朝我們席捲而來。這場大會，也是台灣第一場正式共同工作空間產業會議，由Impact Hub Taipei發起，台北市產業發展局、松山文創園區共同主辦，並串連了CLBC、趣工作共同工作空間、社會創新實驗中心和松菸創作者工廠共同協辦。

## 中國大陆
2007年，位於上海定西路的三術沙龍開幕，為中國大陸第一家共同工作空間。以招募藝術、技術、學術等三種專業人士為主，而後2009年更名為新單位。 Fastcompany 評為世界最創新的中國企業之一。
2013年11月，位于广州荔湾区西门口中山七路68号的一起（Yi-Gather）开工社区正式开业。它是广州目前最大的共用工作空间，致力于为创新创业者打造一个充满灵感、跨界多元、开放好玩的办公空间与共享社区，激活华南地区创新氛围，立志成为活跃的社会创新创业发生地与加速引擎，推动创新与积极改变的发生。

## 香港

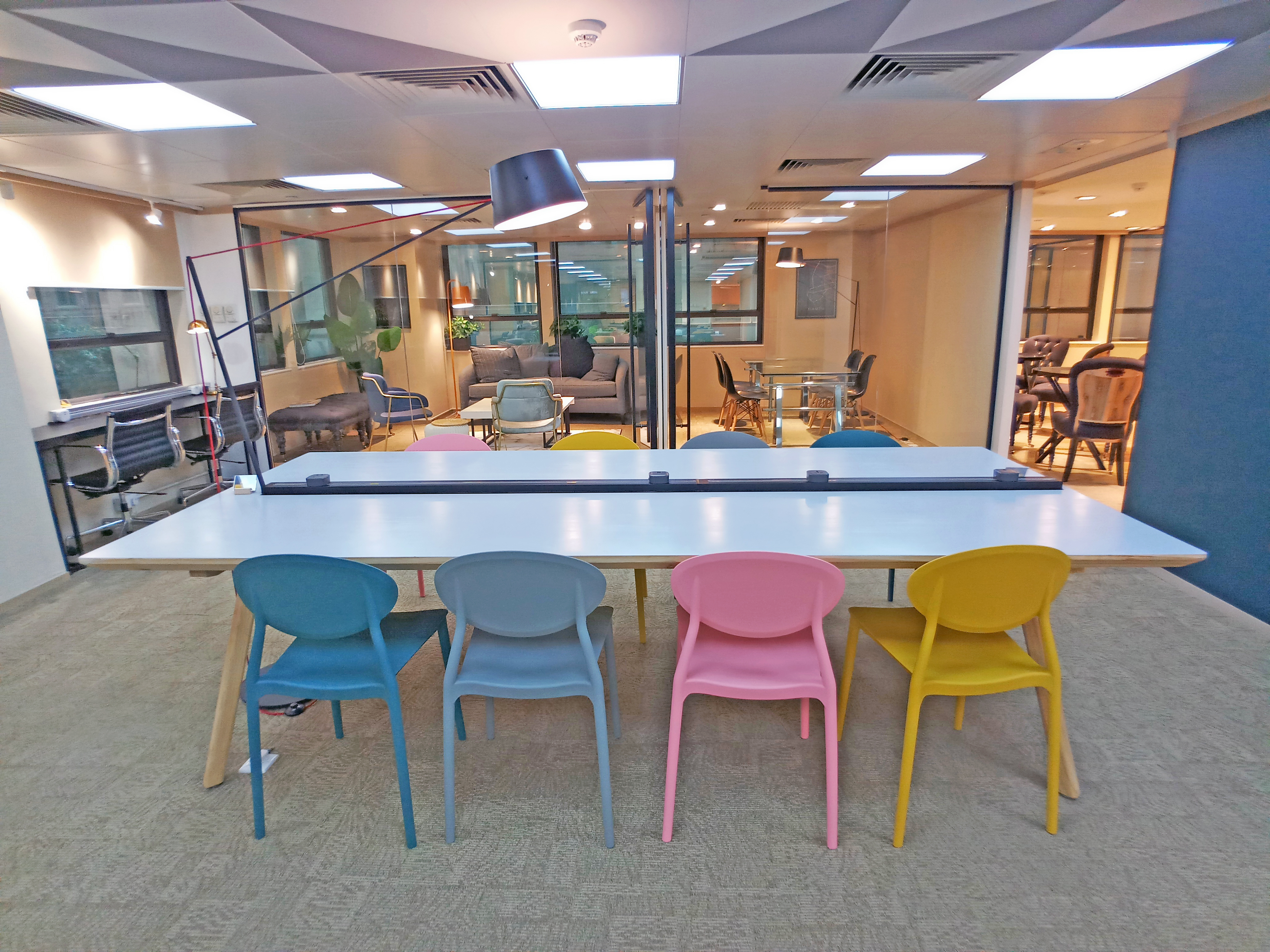
Co Work Mau I 共用工作空間

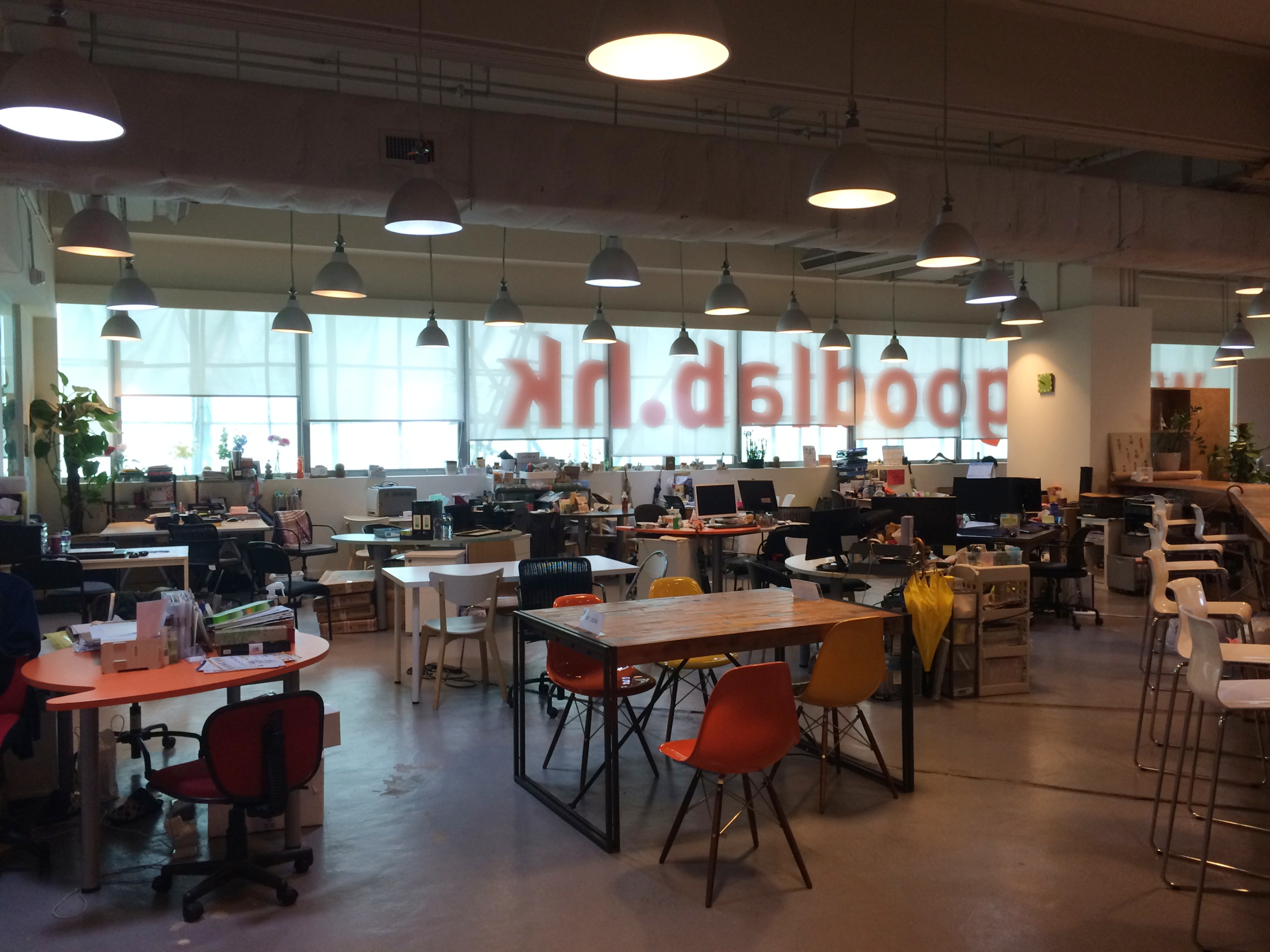
The Good Lab共用工作空間

香港也是亞洲最具共同工作概念的城市。其中當地第一家共用工作空間 boot.HK 在網路界中相當知名。 除此之外，香港還有 貿易共享工作空間 （页面存档备份，存于）TusPark HK, Good Lab （页面存档备份，存于）, CoCoon （页面存档备份，存于），UNO Coworking Space （页面存档备份，存于），[Arco http://arcocity.com/ （页面存档备份，存于） arco],WeProud （页面存档备份，存于）,Coread Coworking Space , INFINITE 創．聚 （页面存档备份，存于）, Finest Design Nest 快意設計工作坊 （页面存档备份，存于）等幾家共用工作空間。裝修各具特色

## 統計
根據2011年 Deskmag 的統計，多數使用共用工作空間的年齡層落於20歲至30歲，平均年齡為34歲。三分之二是男性，三分之一為女性。五分之四的人自大學學業起就開始工作。主要從事方面多為創意產業與新興媒體。略多於一半的人是自由工作者，而特別在美國有35%的大型企業開始讓員工嘗試共同工作的工作型態。

## 誤解
許多人都將共用工作空間誤解成為企業加速育成的地方（育成中心、孵化器）、企業輔導中心或者高級辦公室。上述所表示的這些概念並不符合共同工作的概念，因為當中缺乏了社群、互助合作以及隨心所欲的精神。在共同工作的經營理念，是應創造人際關係與社群互助，其次才次利潤。 許多成為共同工作者的人同時是BarCamp的參與者，並且也涉略開放源碼社群等數位活動。